# Дезгінжа
Дезгінжа́ (Дезгінже, рум. Dezghingea, гаг. Dezgincä) — село Комратського округу Гагаузії Молдови, утворює окрему комуну.
За переписом населення 2004 року в селі проживає 4963 гагаузи, 158 молдован, 67 росіян, 33 українця, 14 болгар та 2 поляки.
Населення утворюють в основному гагаузи — 4963 особи, живуть також молдовани — 158, росіяни — 67, українці — 33, болгари  — 14, поляки — 2.
Селом протікає річка Ялпуг, котра пересихає.